# Sellersburg
La ville de Sellersburg est située dans le comté de Clark, dans l’État de l’Indiana, aux États-Unis. Sa population s’élevait à 6 128 habitants lors du recensement de 2010, estimée à 8 765 habitants en 2016.

## Source
- (en) Cet article est partiellement ou en totalité issu de l’article de Wikipédia en anglais intitulé « Sellersburg, Indiana » (voir la liste des auteurs).